# Francisco Risiglione
Francisco Risiglione (født 18. januar 1917, død 28. juli 1999) var en argentinsk bokser, der vandt bronze ved de olympiske lege 1936 i Berlin. Han opnåede senere en kort professionel karriere.

## Amatørkarriere
Risiglione vandt en bronzemedalje i den olympiske bokseturnering i letsværvægt. Risiglione sad over i turneringens første runde og vandt herefter de to næste kampe. I semifinalen tabte han til Richard Vogt fra Tyskland, som senere i finalen tabte til Roger Michelot fra Frankrig. Risiglione besejrede i bronzefinalen Robey Leibbrandt fra Sydafrika. 21 boksere fra 21 lande stillede op i vægtklassen. Turneringen blev afviklet fra den 11. til 15. august 1936.

## Professionel karriere
Francisco Risiglione blev professionel i 1940 og boksede i Argentina i alt ni kampe som professionel. I sin fjerde kamp som professionel mødte han i 1943 en anden argentinsk olympisk medaljevinder, guldmedaljevinderen i sværvægt ved OL i Los Angeles 1932, Alberto Santiago Lovell, som han boksede uafgjort med. Lovell havde på det tidspunkt 47 kampe, og var således langt mere rutineret end Risiglione. I en returmatch nogle måneder senere om det argentinske professionelle sværvægtsmesterskab tabte Risiglione på point. Han boksede herefter nogle kampe, den sidste i 1945, hvor han indstillede karrieren med 3 sejre, 3 nederlag og 3 uafgjorte.